# Xian de Yingjiang
Pour les articles homonymes, voir Yingjiang.
Le xian de Yingjiang (盈江县 ; pinyin : Yíngjiāng Xiàn) est un district administratif de la province du Yunnan en Chine. Il est placé sous la juridiction de la préfecture autonome dai et jingpo de Dehong.

## Démographie
La population du district était de 255 680 habitants en 1999.